# Algodu, Tirumakudal Narsipur
Algodu là một làng thuộc tehsil Tirumakudal Narsipur, huyện Mysore, bang Karnataka, Ấn Độ.